# 辰野町
辰野町（たつのまち）は、長野県上伊那郡の町。南アルプスと中央アルプスの間にある伊那谷の最北端に位置する町である。古くから県央部を結ぶ交通の要衝として発展した。

## 概要
上伊那郡の最北に位置する。辰野駅は飯田線始発終点駅であり、飯田線内の駅では敷地面積が上位である。
東日本随一といわれるホタルの名所松尾峡が有名である。
過去に諏訪地域で盛んであった製糸業により、当時諏訪湖から天竜川へ製糸業で使用された蚕が流れつき、結果的にホタルの餌であるカワニナの豊富な栄養源となり、カワニナが増加し、それに伴いホタルが自然増加した。当時のホタルの光は川の様に流れる様だったと言われる。辰野高校は製糸業と関連している。毎年6月に開催されるほたるまつりは、全国各地から沢山の観光客で賑わう。

## 地理

### 位置
本州中心部の長野県の県央に位置する。「日本国の中心」を称する自治体の一つである。　　  

### 地形

#### 山岳
主な山
- 経ヶ岳
- 坊主岳
- 黒沢山
- 近江山
- 穴倉山
- 霧訪山
- 大城山（王城山）
- 鶴ヶ峰
- 桑沢山
- 城山

#### 河川
主な川
- 天竜川
- 横川川
- 小野川
- 大沢川
- 上野川
- 飯沼川
- 小横川
- 桑沢川
- 沢底川
- 駒沢川
- 前沢川
- 樋の沢川
- 北之沢川
- 伊良沢川
- 鴻の田川

### 人口
| |                                        |  |
| 辰野町と全国の年齢別人口分布（2005年） | 辰野町の年齢・男女別人口分布（2005年） |  |
| ■紫色 ― 辰野町 ■緑色 ― 日本全国 | ■青色 ― 男性 ■赤色 ― 女性              |  |
| 辰野町（に相当する地域）の人口の推移 \| 1970年（昭和45年） \| 22,351人 \| \| \| 1975年（昭和50年） \| 23,269人 \| \| \| 1980年（昭和55年） \| 23,894人 \| \| \| 1985年（昭和60年） \| 23,935人 \| \| \| 1990年（平成2年） \| 23,901人 \| \| \| 1995年（平成7年） \| 23,193人 \| \| \| 2000年（平成12年） \| 22,407人 \| \| \| 2005年（平成17年） \| 21,801人 \| \| \| 2010年（平成22年） \| 20,909人 \| \| \| 2015年（平成27年） \| 19,770人 \| \| \| 2020年（令和2年） \| 18,555人 \| \| |                                        |  |
| 総務省統計局 国勢調査より |                                        |  |
| 1970年（昭和45年） | 22,351人                               |  |
| 1975年（昭和50年） | 23,269人                               |  |
| 1980年（昭和55年） | 23,894人                               |  |
| 1985年（昭和60年） | 23,935人                               |  |
| 1990年（平成2年） | 23,901人                               |  |
| 1995年（平成7年） | 23,193人                               |  |
| 2000年（平成12年） | 22,407人                               |  |
| 2005年（平成17年） | 21,801人                               |  |
| 2010年（平成22年） | 20,909人                               |  |
| 2015年（平成27年） | 19,770人                               |  |
| 2020年（令和2年） | 18,555人                               |  |

### 隣接自治体
長野県
- 岡谷市
- 諏訪市
- 塩尻市
- 上伊那郡：箕輪町
- 上伊那郡：南箕輪村

## 気候
寒暖の差が大きく気温の年較差、日較差が大きい顕著な大陸性気候である。
| 辰野（1991年 - 2020年）の気候      | 辰野（1991年 - 2020年）の気候 | 辰野（1991年 - 2020年）の気候 | 辰野（1991年 - 2020年）の気候 | 辰野（1991年 - 2020年）の気候 | 辰野（1991年 - 2020年）の気候 | 辰野（1991年 - 2020年）の気候 | 辰野（1991年 - 2020年）の気候 | 辰野（1991年 - 2020年）の気候 | 辰野（1991年 - 2020年）の気候 | 辰野（1991年 - 2020年）の気候 | 辰野（1991年 - 2020年）の気候 | 辰野（1991年 - 2020年）の気候 | 辰野（1991年 - 2020年）の気候 |
| 月                                 | 1月                           | 2月                           | 3月                           | 4月                           | 5月                           | 6月                           | 7月                           | 8月                           | 9月                           | 10月                          | 11月                          | 12月                          | 年                            |
| ---------------------------------- | ----------------------------- | ----------------------------- | ----------------------------- | ----------------------------- | ----------------------------- | ----------------------------- | ----------------------------- | ----------------------------- | ----------------------------- | ----------------------------- | ----------------------------- | ----------------------------- | ----------------------------- |
| 最高気温記録 °C （°F）             | 15.1 (59.2)                   | 18.4 (65.1)                   | 23.8 (74.8)                   | 29.5 (85.1)                   | 32.6 (90.7)                   | 35.7 (96.3)                   | 36.4 (97.5)                   | 36.4 (97.5)                   | 34.1 (93.4)                   | 29.0 (84.2)                   | 23.0 (73.4)                   | 18.8 (65.8)                   | 36.4 (97.5)                   |
| 平均最高気温 °C （°F）             | 3.9 (39)                      | 5.3 (41.5)                    | 10.0 (50)                     | 16.6 (61.9)                   | 22.0 (71.6)                   | 24.9 (76.8)                   | 28.4 (83.1)                   | 29.9 (85.8)                   | 25.0 (77)                     | 18.7 (65.7)                   | 12.8 (55)                     | 6.9 (44.4)                    | 17.0 (62.6)                   |
| 日平均気温 °C （°F）               | −1.2 (29.8)                   | −0.3 (31.5)                   | 3.6 (38.5)                    | 9.7 (49.5)                    | 15.2 (59.4)                   | 19.0 (66.2)                   | 22.8 (73)                     | 23.6 (74.5)                   | 19.3 (66.7)                   | 12.9 (55.2)                   | 6.7 (44.1)                    | 1.5 (34.7)                    | 11.1 (52)                     |
| 平均最低気温 °C （°F）             | −6.1 (21)                     | −5.6 (21.9)                   | −1.9 (28.6)                   | 3.3 (37.9)                    | 9.1 (48.4)                    | 14.2 (57.6)                   | 18.7 (65.7)                   | 19.3 (66.7)                   | 15.2 (59.4)                   | 8.5 (47.3)                    | 1.8 (35.2)                    | −3.1 (26.4)                   | 6.1 (43)                      |
| 最低気温記録 °C （°F）             | −16.7 (1.9)                   | −17.2 (1)                     | −16.2 (2.8)                   | −8.0 (17.6)                   | −0.5 (31.1)                   | 4.6 (40.3)                    | 11.5 (52.7)                   | 11.2 (52.2)                   | 3.7 (38.7)                    | −2.1 (28.2)                   | −7.7 (18.1)                   | −14.8 (5.4)                   | −17.2 (1)                     |
| 降水量 mm （inch）                 | 45.6 (1.795)                  | 58.1 (2.287)                  | 102.5 (4.035)                 | 106.5 (4.193)                 | 129.7 (5.106)                 | 174.2 (6.858)                 | 214.4 (8.441)                 | 149.7 (5.894)                 | 179.1 (7.051)                 | 146.7 (5.776)                 | 78.4 (3.087)                  | 50.9 (2.004)                  | 1,435.8 (56.528)              |
| 平均降水日数 （≥1.0 mm）           | 6.4                           | 6.2                           | 9.7                           | 9.5                           | 10.4                          | 12.6                          | 13.6                          | 10.2                          | 11.0                          | 9.3                           | 7.6                           | 7.1                           | 113.7                         |
| 平均月間日照時間                   | 164.2                         | 168.1                         | 187.6                         | 195.4                         | 202.6                         | 160.9                         | 162.1                         | 194.2                         | 145.7                         | 151.0                         | 156.4                         | 156.7                         | 2,044                         |
| 出典1：Japan Meteorological Agency |                               |                               |                               |                               |                               |                               |                               |                               |                               |                               |                               |                               |                               |
| 出典2：気象庁                      |                               |                               |                               |                               |                               |                               |                               |                               |                               |                               |                               |                               |                               |

## 歴史

### 近代

#### 明治時代
- 1889年（明治22年）4月1日 - 町村制の施行により、伊那富村および辰野村の区域をもって伊那富村が発足する。

### 近現代

#### 昭和時代
- 1947年（昭和22年）1月1日 - 伊那富村が町制を施行し、改称して辰野町となる。
- 1955年（昭和30年）4月1日 - 朝日村と新設合併し、新たな辰野町が発足する。
- 1956年（昭和31年）9月30日 - 川島村を編入合併する。
- 1961年（昭和36年）3月31日 - 小野村を編入合併する。

### 現代

#### 平成時代
- 1989年（平成元年）11月 - 鋸南町と友好都市提携。
- 1995年（平成7年）3月30日 - ワイトモ地区と姉妹都市提携。

## 政治

### 行政

#### 町長
- 町長：武居保男（2017年11月12日就任、2024年4月現在2期目）[4]

歴代町長
- 武井方介（初代、1955年 - 1957年）
- 松田譲（2代、1957年 - 1961年）
- 樋口義一（3代、1961年 - 1977年）
- 小澤惣衛（4代、1977年 - 1993年）
- 垣内基良（5代、1993年 - 1997年）
- 矢ケ崎克彦（6代、1997年 - 2013年）
- 加島範久 (7代、2013年 - 2017年)

### 議会

#### 町議会
辰野町議会
- 議員定数：14人（任期：2027年4月29日まで）
- 議長：舟橋 秀仁

## 施設

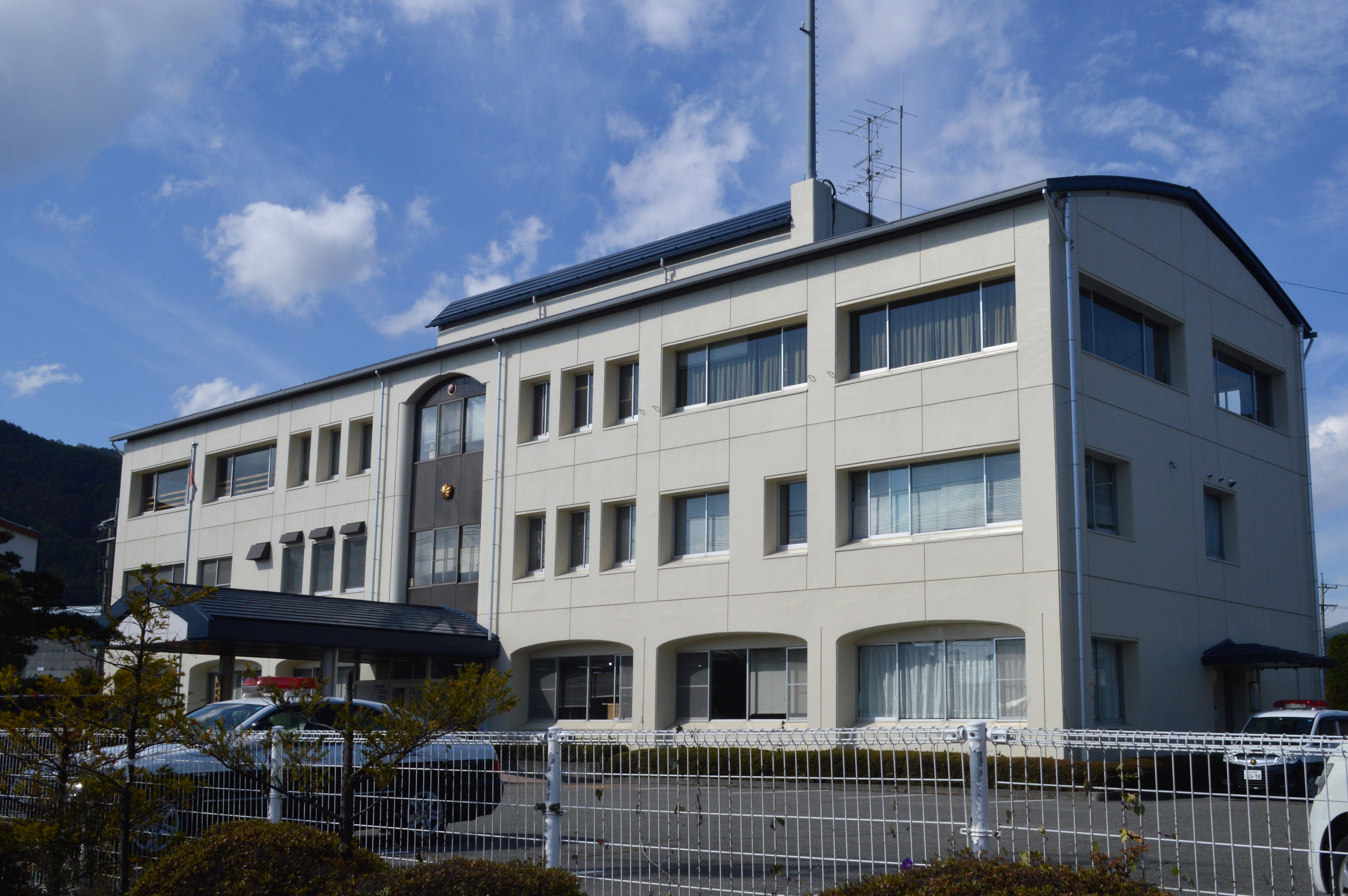
辰野町警部交番

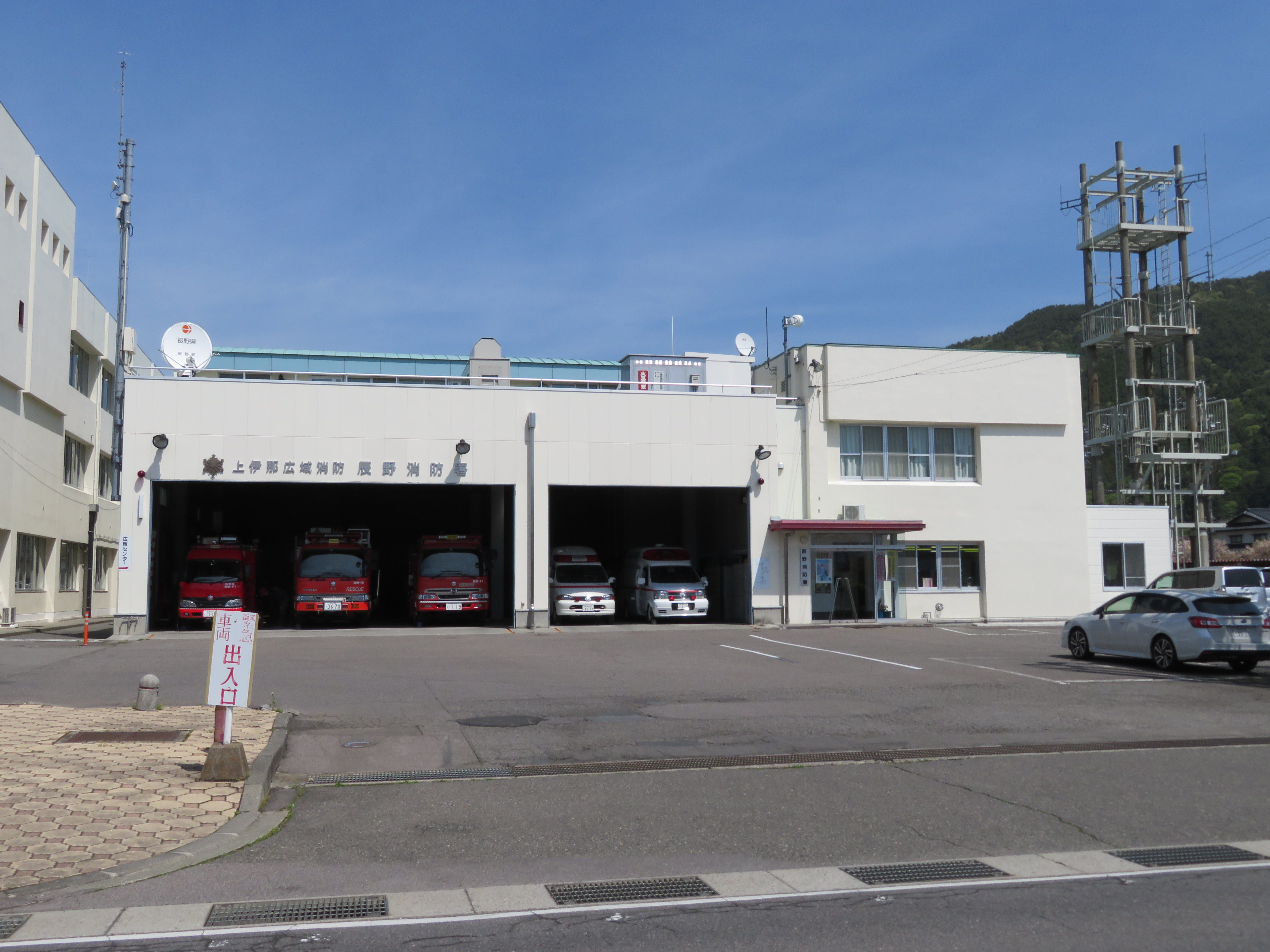
辰野消防署

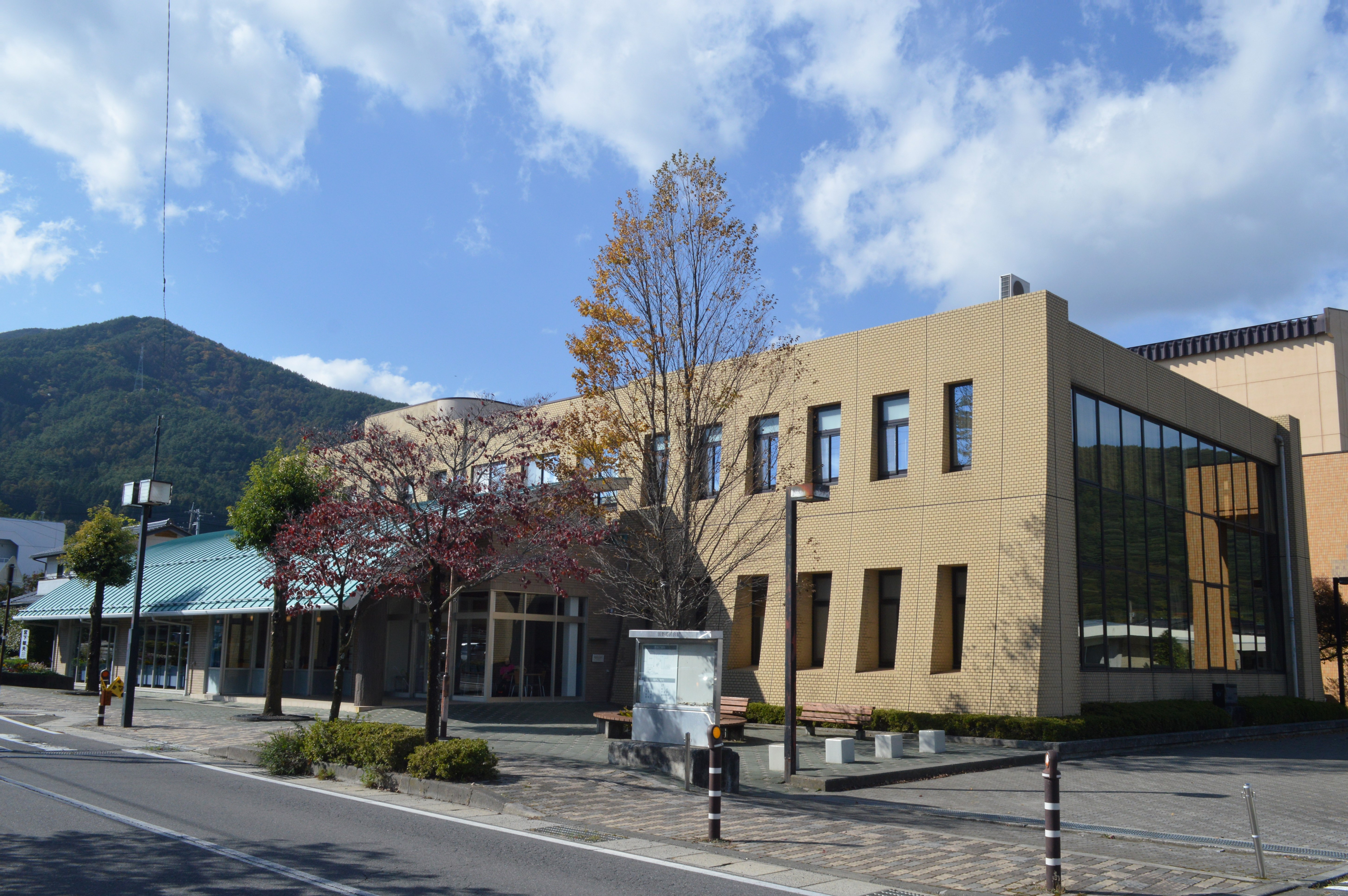
辰野町立辰野図書館

### 警察
本部
- 長野県警察 伊那警察署

交番
- 辰野町警部交番（辰野町伊那富）

駐在所
- 小野駐在所（辰野町小野）

### 消防
本部
- 上伊那広域消防本部

消防署
- 辰野消防署（辰野町中央1）

### 医療
主な病院
- 辰野町立辰野病院

### 郵便局
主な郵便局
- 辰野郵便局

### 図書館
- 辰野町立図書館
  - 辰野町立辰野図書館
  - 辰野町立小野図書館

## 対外関係

### 姉妹都市・提携都市

#### 海外
姉妹都市
- ワイトモ郡（ニュージーランド王国 ワイカト地方）
  - 1995年（平成7年）3月30日 - 姉妹都市提携。

#### 国内
提携都市
- 鋸南町（関東地方 千葉県 安房郡）
  - 1989年（平成元年）11月 - 友好都市提携。
  - 2019年（令和元年）9月 - 鋸南町を襲った台風を受け、ふるさと納税や寄付の窓口業務を一時的に辰野町が担った。

## 経済

### 第一次産業

#### 農業
農業組合
- 上伊那農業協同組合（JA上伊那）
  - 辰野支店
  - 小野支所

### 第二次産業

#### 工業
主力工場を置く主な企業
- エビデント長野事業場（大字伊那富6666番地）[5] - もとオリンパス科学事業部門（顕微鏡や産業用マイクロスコープなど）[6]。
- オリンパス長野事業場辰野（大字伊那富6666番地） - 半導体の研究・開発や、各種オリンパス製品の製造を行っている[7]。
- IHI回転機械エンジニアリング辰野事業所
- IHIターボ新町工場
- コニカミノルタサプライズ辰野工場
- 春日電機辰野工場
- ロートニッテン長野工場
- 平井星光堂さくら工場
- 日本メカトロニクス新町工場

### 第三次産業

#### 商業
主な商業施設・店舗
- ニシザワ辰野食彩館（食料品）
- デリシア辰野店（食料品）
- バロー辰野店（食料品）
- オギノ辰野店（衣料品）（2023年4月22日をもって閉店）
- しまむら辰野店（衣料品）
- ときめきの街（ショッピングセンター）

### 拠点を置く企業
本社機能を置く主な企業
- IHIエアロマニュファクチャリング
- ENEOS液晶
- エビデント長野（大字伊那富6666番地、法人番号：9100001034854） - 顕微鏡・工業用の内視鏡・非破壊検査装置の製造・修理を行っている[8]。
- 積水樹脂プラメタル
- 長野オリンパス（大字伊那富6666番地、法人番号：3100001021560） - 内視鏡などの医療機器の製造・修理を行っている[9]。
- 二光工学
- 米玉堂食品
- 小野酒造店
- 扶桑化学
- マブチ・エスアンドティー
- ユニバース光学
- シンセイ

かつてあった企業
- オリンパスオプトテクノロジー - オリンパスの映像関連製品の製造を担当。2011年、産業機械部門の岡谷オリンパスを統合し長野オリンパスとなった[9]。過去生産されていたオリンパスの高級写真レンズは「辰野クオリティ」と呼ばれていた[10]（ズイコーデジタルレンズ参照）。
- ハナマルキ本社（創業地）
- JA東日本くみあい飼料辰野工場
- 南信パルプ

## 情報・通信

### マスメディア

#### 新聞社
- たつの新聞
- 長野日報辰野支局

#### 放送局
- LCV辰野支局

#### 中継局
- 辰野テレビ中継局

## 生活基盤

### ライフライン

#### 電力
- 中部電力
- 長野県企業局

発電所
- 横川蛇石発電所

#### ガス
- 諏訪ガス
- 信州ガス

#### 上下水道
- 長野県企業局

#### 電信
- NTT東日本 - NTT東日本-関信越

## 教育

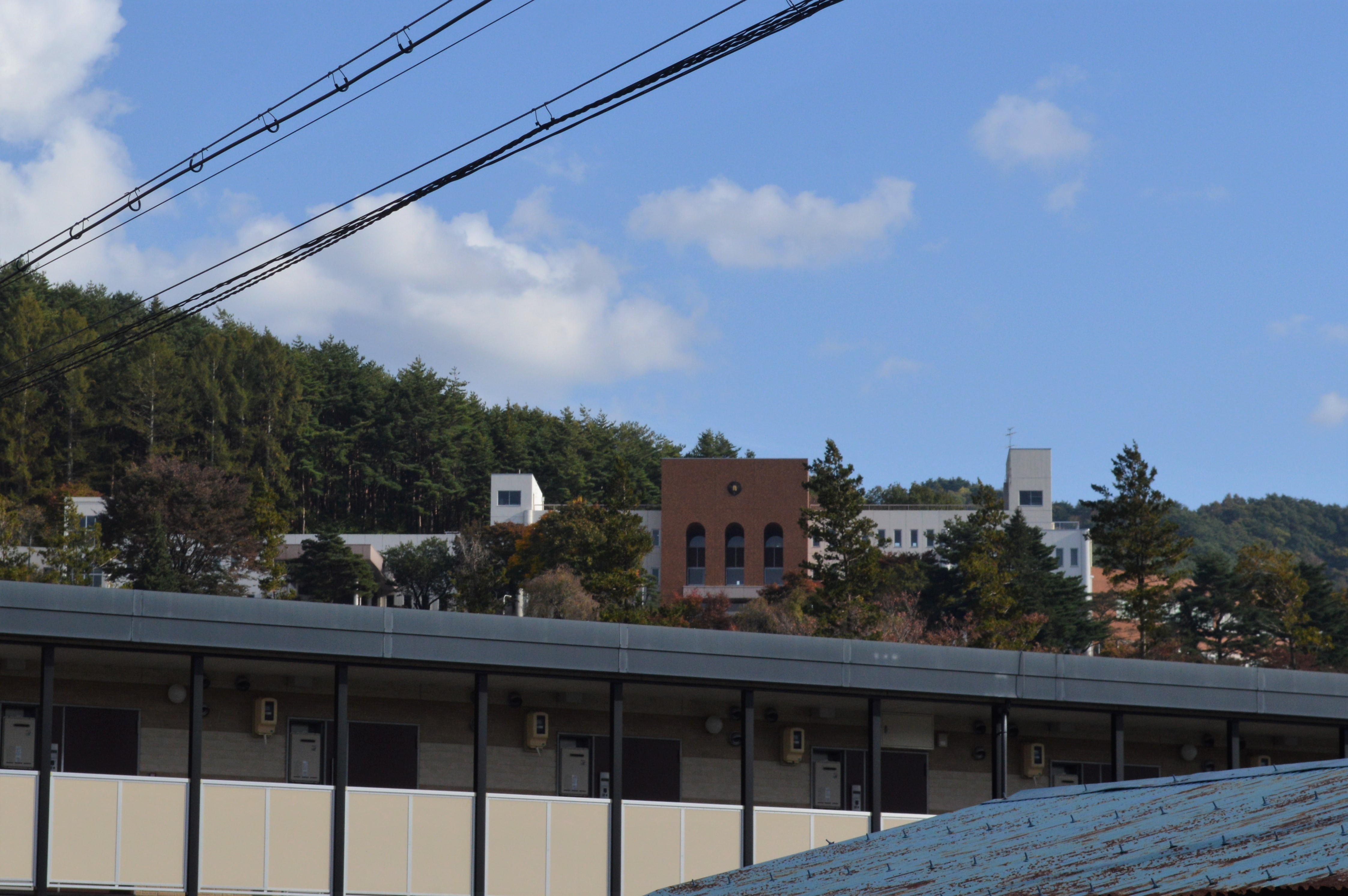
信州豊南短期大学

### 大学

#### 短期大学
私立
- 信州豊南短期大学

### 高等学校
県立
- 長野県辰野高等学校

私立
- つくば開成学園高等学校辰野本校

### 中学校
公立
- 塩尻市辰野町中学校組合立両小野中学校（塩尻市）

町立
- 辰野町立辰野中学校

### 小学校
公立
- 辰野町塩尻市小学校組合立両小野小学校

町立
- 辰野町立東小学校
- 辰野町立西小学校
- 辰野町立南小学校

## 交通

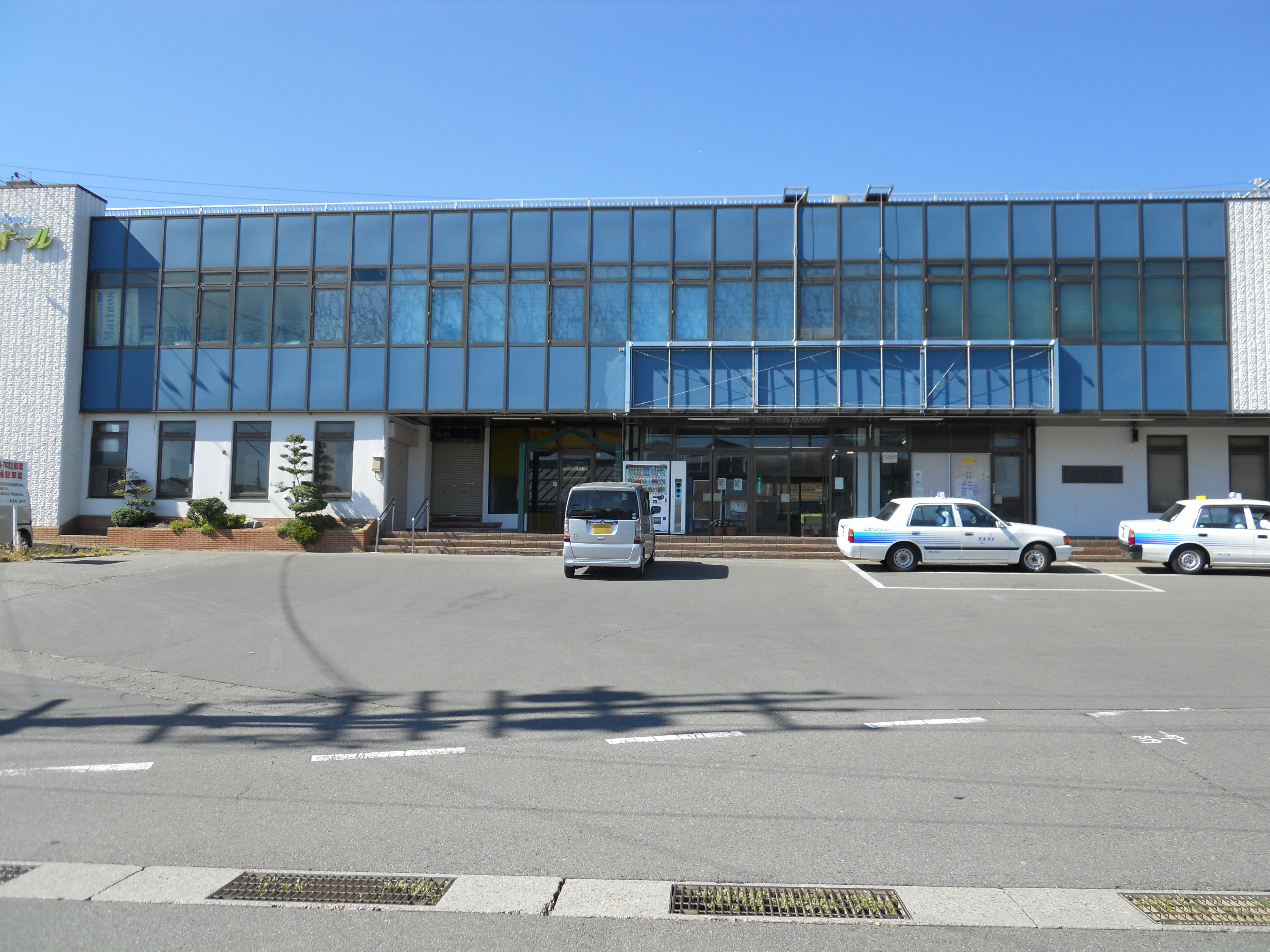
辰野駅

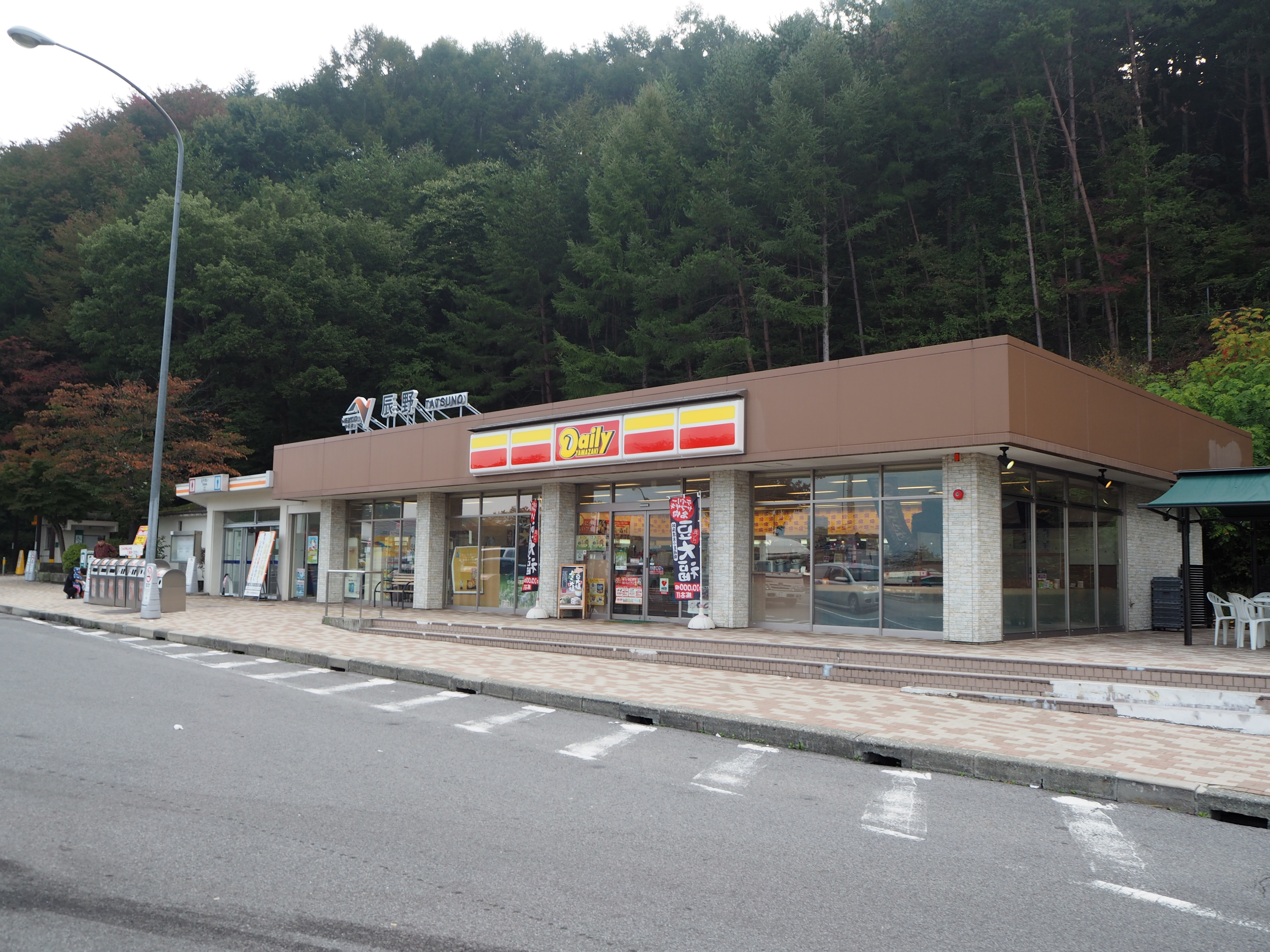
辰野PA

### 鉄道
中心となる駅：辰野駅

#### 鉄道路線
東日本旅客鉄道（JR東日本）
■中央本線（辰野支線）：- 辰野駅 - 信濃川島駅  - 小野駅 -
東海旅客鉄道（JR東海）
■飯田線：辰野駅 - 宮木駅 - 伊那新町駅 - 羽場駅 -

### バス

#### 路線バス
- 辰野町営バス - 辰野駅を中心とした南西部へ向かう路線と小野駅を中心とした西部へ向かう路線運行。
- 塩尻市地域振興バス - 塩尻市から当町にある小野駅まで乗り入れている。

#### 高速バス
町内では以下の路線バスが中央道辰野バス停に停車する。
- 中央高速バス
- 中央道高速バス
- ベイブリッジ号
- アルペン諏訪号
- みすずハイウェイバス

### 道路

#### 高速道路
中日本高速道路（NEXCO中日本）
- 中央自動車道：伊北IC - 辰野PA

#### 国道
- 国道153号

#### 県道
主要地方道
- 長野県道14号下諏訪辰野線
- 長野県道19号伊那辰野停車場線
- 長野県道50号諏訪辰野線

一般県道
- 長野県道187号伊那富辰野停車場線
- 長野県道201号川上唐木沢線
- 長野県道203号与地辰野線
- 長野県道254号楢川岡谷線

## 観光

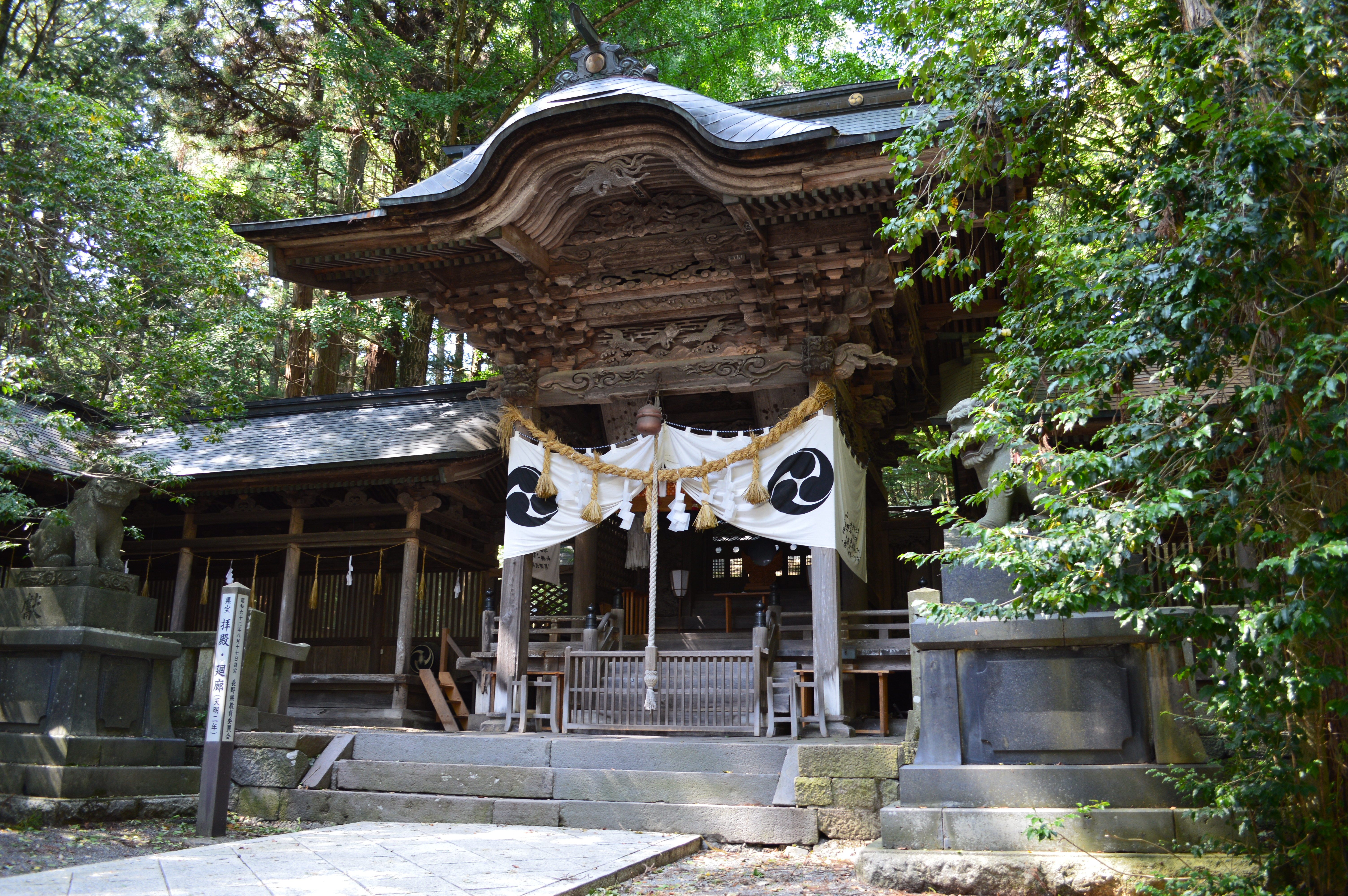
矢彦神社

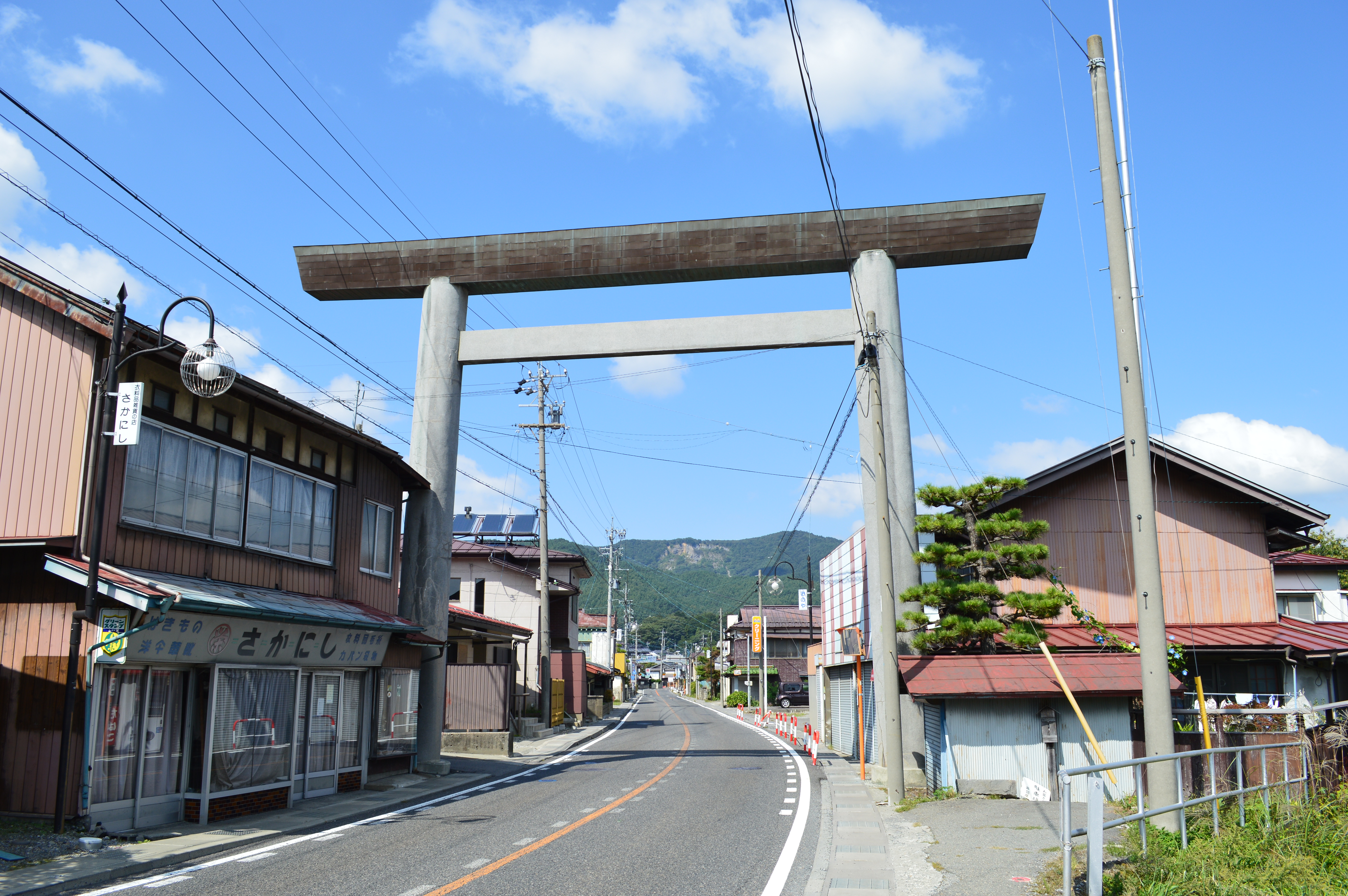
小野宿

### 名所・旧跡
主な神社
- 諏訪神社（伊那御柱）
- 三輪神社（伊那御柱）
- 法性神社（伊那御柱）
- 矢彦神社（御柱祭、飛び地）

主な寺院
- 上島観音堂（木造十一面観音立像は重要文化財）[11]
- 高徳寺
- 伝福寺
- 法雲寺
- 見宗寺

主な史跡
- 日本最古の道祖神（ただし異説あり）

街道
- 三州街道（塩の道）：旧中山道
  - 小野宿

### 観光スポット
自然
- 横川渓谷・三級の滝
- 横川の蛇石
- 横川ダム
- かやぶきの館
- 塩嶺王城県立自然公園
  - 小野のシダレグリ自生地
  - しだれ栗森林公園
- 荒神山公園
  - たつの海 （ため池百選に選定される）
  - 荒神山公園さくら祭り（4月上旬）

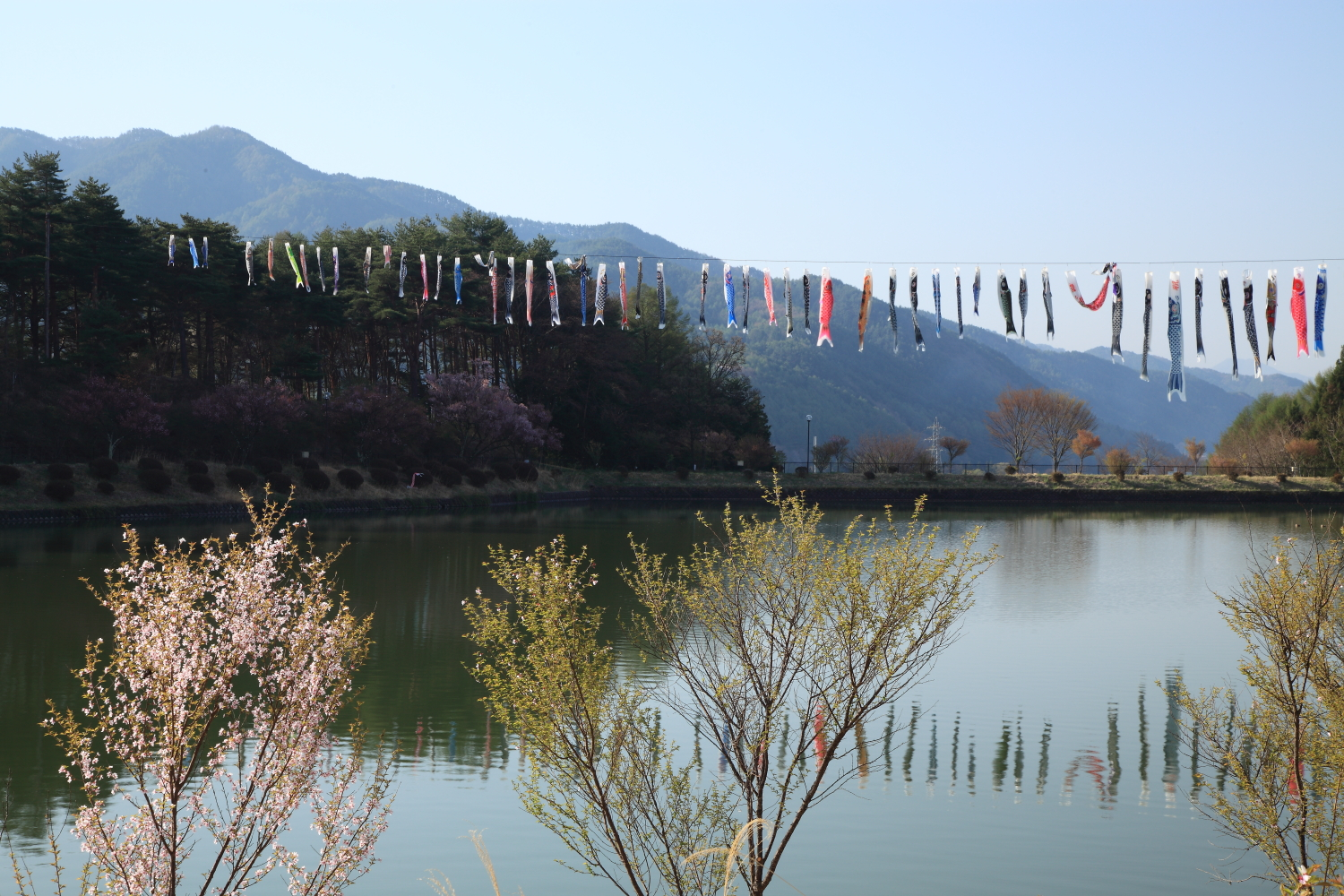
たつの海

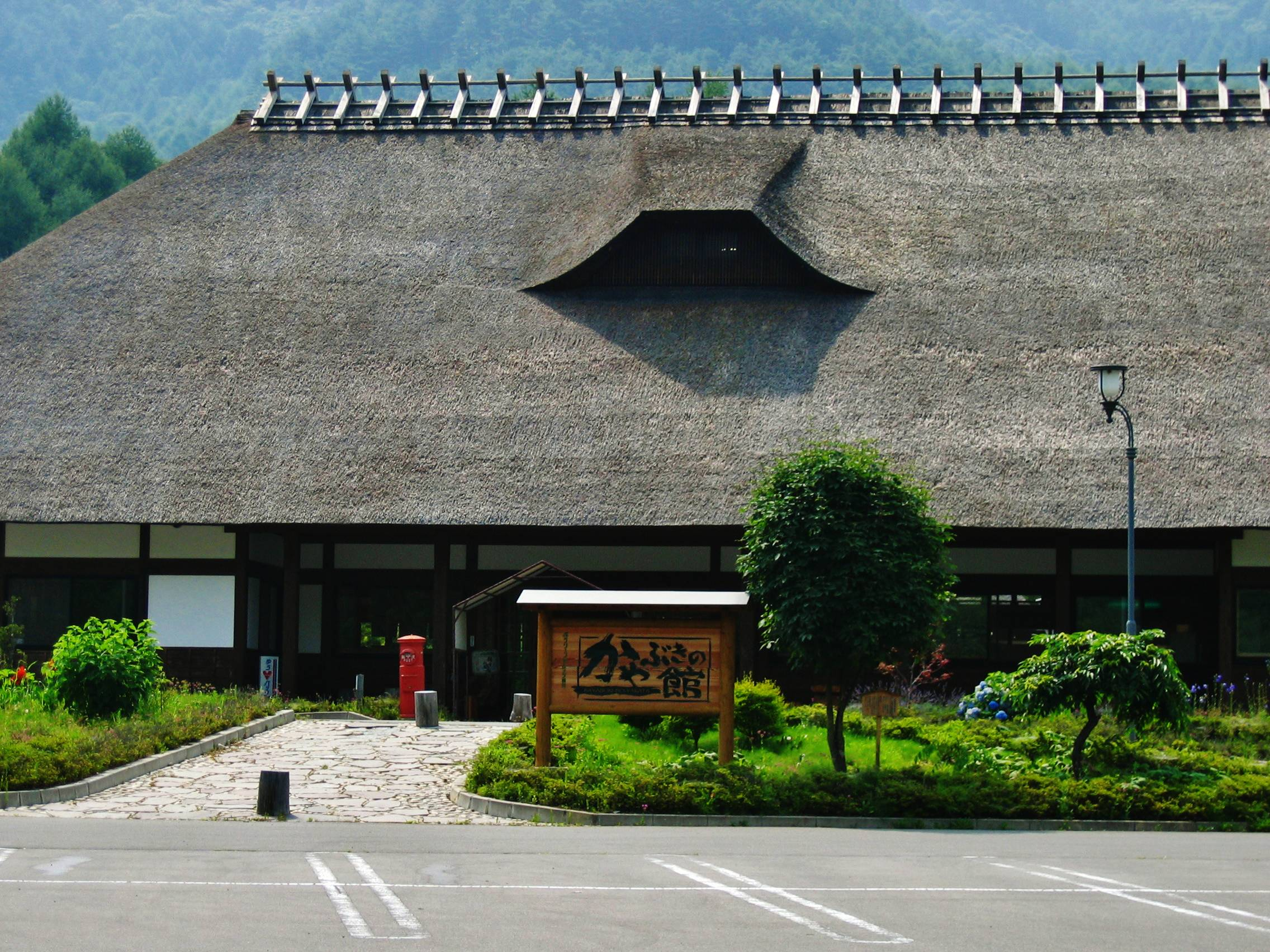
グリーンビレッジ横川・かやぶきの館

  - 荒神山イルミネーション「冬のほたる」（11〜12月）
- 松尾峡・ほたる童謡公園

その他
- 日本中心の標
  - 日本の中心の中心　チコちゃんポイント
- 徳本水（とくほんすい）[12] 、色白水[13]

## 文化・名物

### 祭事・催事
- ほたる祭り（6月中旬）

さだまさしの歌のひとつ「風の篝火」（アルバム『夢供養』収録曲）で言及されている。
島倉千代子が唄う「ほたる小唄」や、水森かおりが唄う「辰野の雨」（作詞・作曲 伊藤薫）が有名である。
- 城前線桜並木（城前通り桜まつり）
- 横川渓谷紅葉祭り（10月下旬）
- 沢底福寿草まつり
- 童謡公園菜の花祭り
- 神戸水仙祭り
- 神戸スイカ祭り
- 全日本どろんこ田んぼバレーボール大会（7月下旬）
- 泥地フラッグス世界大会（5月上旬）
- クラフト＆産直フェア「おてんとさんぽ」（9月下旬）
- 初期中仙道小野宿市（5月）

### 名産・特産
- 龍渓硯
- 「夜明け前」（日本酒）
- 「頼母鶴」（日本酒）
- 「龍ryu」（焼酎）
- 信州リンゴ
  - シナノスイート
  - シナノゴールド
  - 姫小町
- ナシ
  - 南水
  - 幸水
  - 秋月
- セイヨウナシ
  - ラ・フランス
- ブドウ
  - シャインマスカット
- スイカ
- 蕎麦
- マツタケ
- ほたる丼

それまで町を代表する名物料理がなかったため､有志が立ち上がり開発した丼料理で、地鶏の照り焼きと半熟目玉焼きをのせることを定義とする。辰野町がゲンジボタルで有名な町であることからネーミングされた。「信州・天竜川どんぶり街道の会」加盟作品である｡

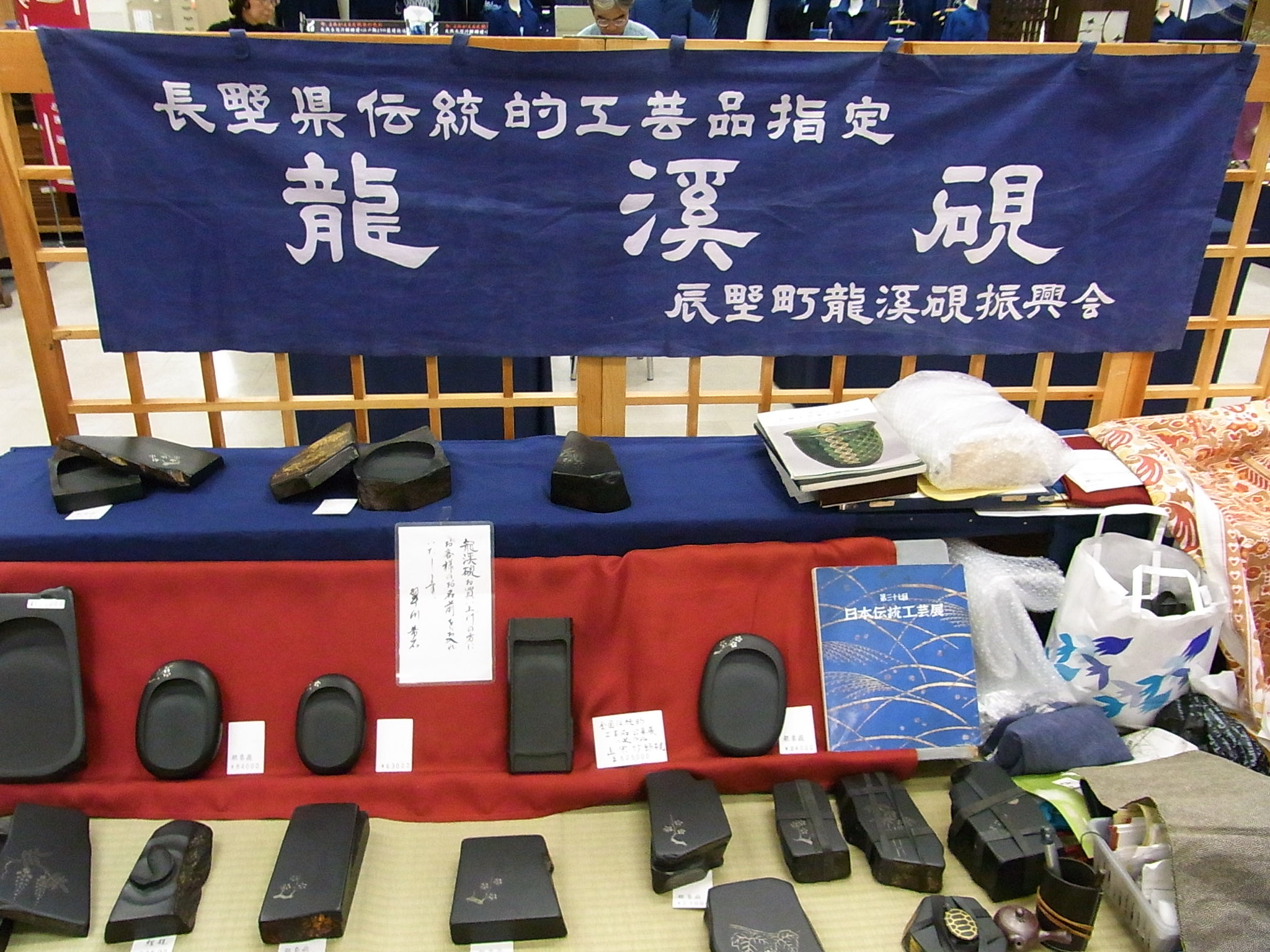
龍渓硯（2010年1月4日撮影）
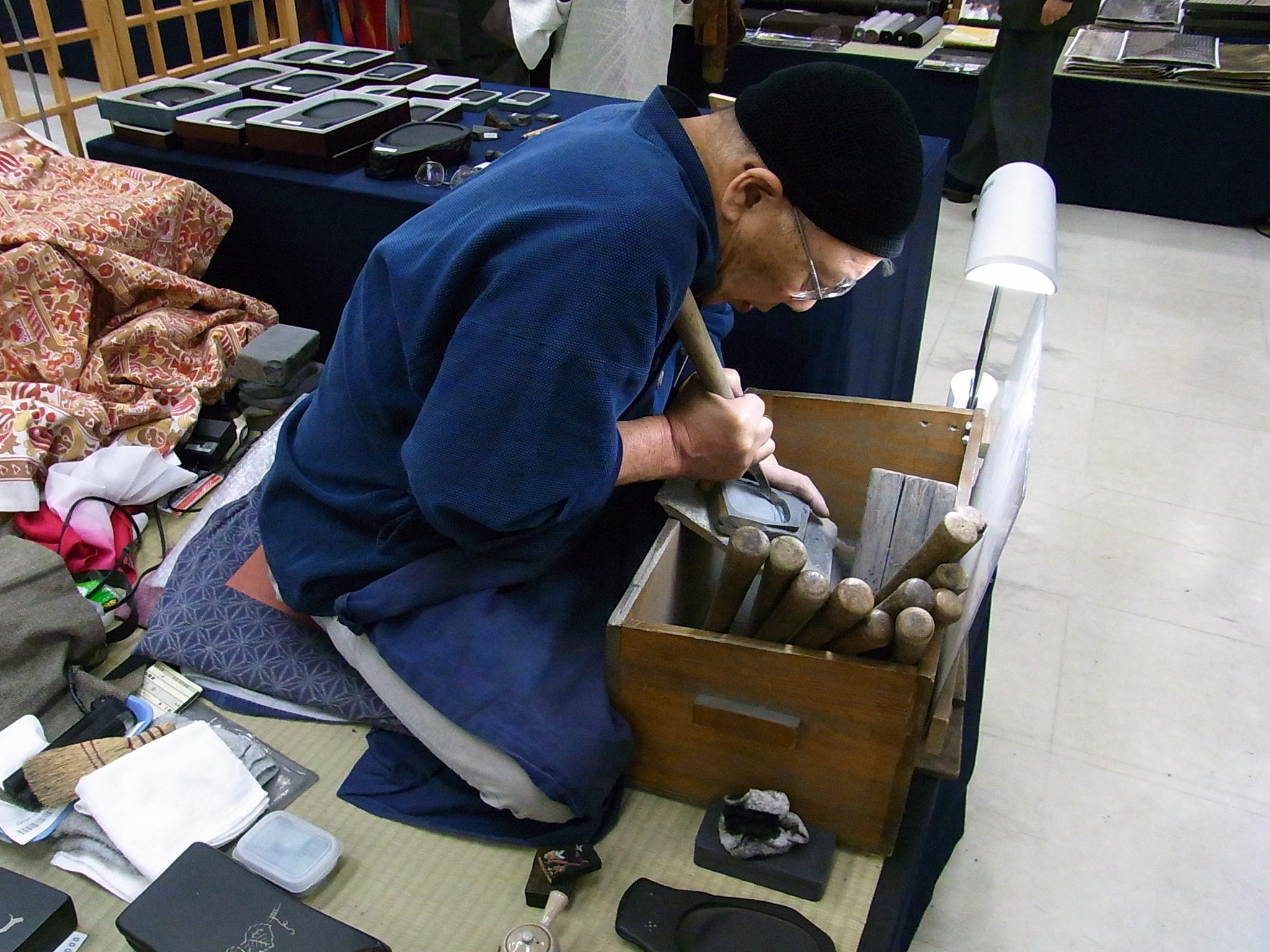
龍渓硯（2010年1月4日撮影）

## 出身関連著名人

### 出身著名人
- 有賀喜左衛門（社会学者、元日本女子大学学長）
- 有賀幸作（大日本帝国海軍中将、戦艦大和第六代艦長）
- 飯澤文夫（図書館情報学者）
- 飯島勲（元内閣総理大臣秘書官）
- 一ノ瀬俊明（環境学者、地理学者）
- 今井沙緒里（陸上短距離選手）
- 今井潤（小説家、随筆家、編集者）
- 岩崎宏（実業家、東洋ラジエーター社長）
- 宇治達郎（医師、胃カメラの開発者の一人）
- 臼田孝（機械工学者）
- 大森光彦（陶芸家）
- 小澤瑶生（プロボクサー）
- 小沢兵輔（実業家）
- 小野勝年（歴史家）
- 小野光景（実業家）
- 小野光賢（実業家）
- 小野祐之（実業家、政治家）
- 上島明（実業家、住友倉庫社長・会長）
- 上島武（社会主義経済学者）
- かみじょうちひろ（ドラマー、9mm Parabellum Bulletリーダー）
- 黒河内義夫（実業家、初代高遠町（現伊那市）長）
- 小林彌六（経済学者、筑波大学名誉教授）
- 古村啓蔵（大日本帝国海軍少将、戦艦武蔵第二代艦長）
- 古村誠一（実業家、三菱金属鉱業社長、日本電子金属社長）
- 古村敏章（実業家）
- 小山康昭（アナウンサー）
- 齋藤寛（医学者、長崎大学学長）
- 清水訓夫（駐アルジェリア大使、元駐ニカラグア大使、元国際労働財団常務理事）
- 瀬木潔（ジャーナリスト）
- 瀬戸剛（彫刻家）
- 瀬戸匠海（サッカー選手）
- 瀬戸團治（彫刻家）
- 武井覚太郎（実業家、政治家）
- 竹入義勝（元衆議院議員、元公明党委員長）
- 外ノ池亜希（スピードスケート選手）
- 中川紀元（画家）
- 中畑龍俊（京都大学iPS細胞研究所副所長・教授）
- 中村吉治（歴史学者、東北大学名誉教授、社会史・農民史）
- 中村七十（彫刻家）
- 中谷宏大（バレーボール選手）
- 新名智（小説家）
- 野澤和行（国土交通官僚）
- 野沢太三（元法務大臣）
- 野澤隆一（実業家、信越放送社長、共同テレビジョンニュース社社長）
- 橋爪浩一（俳優）
- 東野佑美（女優）
- 樋口和博（裁判官、弁護士）
- 馬島誠（パラアイスホッケー選手）
- 松井芒人（歌人）
- 松尾奈津子（バレーボール選手）
- 矢島八洲夫（ジャーナリスト）
- 山寺喜成（林学者）
- 渡邊嘉一（土木技術者、実業家、東京石川島造船所社長）旧姓、宇治橋

### ゆかりの著名人
- 小口樹葉（バレーボール選手）
- 高橋白山（教育者）
- 外ノ池信平（スポーツ指導者）
- 樋口兼光（平安時代末期の武士）
- 平出和也（アルパインクライマー）
- 三浦久（シンガーソングライター）
- 山下清（画家）

## 辰野町を舞台とした作品

### 小説
- 河邉徹『蛍と月の真ん中で』

### 映画
- 町中心部の下辰野商店街と伊那富橋は、映画『いま、会いにゆきます』のロケ地である

### テレビドラマ
- 辰野町立小野図書館は、テレビドラマ『いま、会いにゆきます』のロケ地である
- 町立辰野病院は、テレビドラマ『ゴーイング マイ ホーム』のロケ地である